# Coupe d'Ukraine de football 2000-2001
Navigation
Coupe d'Ukraine 1999-2000 Coupe d'Ukraine 2001-2002
La Coupe d'Ukraine de football 2000-2001 est la 10e édition de la compétition. Elle voit la victoire en finale du Chakhtar Donetsk contre le CSKA Kiev.

## Seizièmes de finale
| Date              | Locaux                                 | Score                | Visiteurs                  |
| ----------------- | -------------------------------------- | -------------------- | -------------------------- |
| 16 septembre 2000 | Polihraftekhnika Oleksandria (D2)      | 0 - 3                | (D1) Chakhtar Donetsk      |
| 16 septembre 2000 | Spartak Soumy (en) (D2)                | 0 - 0 ap (4 - 2 tab) | (D1) Dynamo Kiev           |
| 16 septembre 2000 | Sokil Zolotchiv (en) (D3)              | 2 - 1                | (D1) Stal Altchevsk        |
| 17 septembre 2000 | Zakarpattia Oujhorod (D2)              | forfait              | (D3) Tytan Armiansk        |
| 17 septembre 2000 | Tchornomorets Odessa (D2)              | 3 - 1                | (D1) Karpaty Lviv          |
| 17 septembre 2000 | FK Tcherkassy (D2)                     | 0 - 1                | (D1) Nyva Ternopil         |
| 17 septembre 2000 | Elektrometalurh-NZF Nikopol (en) (D2)  | 1 - 3                | (D1) Dnipro Dnipropetrovsk |
| 17 septembre 2000 | FK Lviv (en) (D2)                      | 0 - 0 ap (3 - 1 tab) | (D2) FK Vinnytsia          |
| 17 septembre 2000 | Prykarpattia Ivano-Frankivsk (en) (D2) | 1 - 3                | (D1) Metalurh Zaporijia    |
| 17 septembre 2000 | Zirka Kirovohrad (D2)                  | 1 - 2 ap             | (D1) Metalurh Donetsk      |
| 17 septembre 2000 | SK Mykolaïv (D2)                       | 0 - 3                | (D1) Tavria Simferopol     |
| 17 septembre 2000 | Borysfen Boryspil (en) (D2)            | 1 - 2                | (D1) CSKA Kiev             |
| 17 septembre 2000 | Mashynobudivnyk Droujkivka (en) (D3)   | 1 - 1 ap (4 - 5 tab) | (D1) Metalist Kharkiv      |
| 17 septembre 2000 | Metalurh Marioupol (D1)                | 3 - 2                | (D2) Volyn Loutsk          |
| 18 septembre 2000 | Bukovyna Tchernivtsi (D2)              | 0 - 1                | (D1) Kryvbass Kryvy Rih    |
| 19 septembre 2000 | Polissia Jytomyr (D3)                  | 2 - 1                | (D2) Vorskla Poltava       |

## Huitièmes de finale
| Date              | Locaux                     | Score | Visiteurs                 |
| ----------------- | -------------------------- | ----- | ------------------------- |
| 23 septembre 2000 | FK Lviv (en) (D2)          | 2 - 0 | (D2) Tchornomorets Odessa |
| 23 septembre 2000 | Dnipro Dnipropetrovsk (D1) | 3 - 1 | (D1) Metalurh Zaporijia   |
| 23 septembre 2000 | Spartak Soumy (en) (D2)    | 3 - 2 | (D1) Tavria Simferopol    |
| 23 septembre 2000 | Metalist Kharkiv (D1)      | 0 - 2 | (D1) Kryvbass Kryvy Rih   |
| 23 septembre 2000 | CSKA Kiev (D1)             | 2 - 0 | (D2) Nyva Ternopil        |
| 23 septembre 2000 | Sokil Zolotchiv (en) (D3)  | 0 - 2 | (D1) Metalurh Marioupol   |
| 23 septembre 2000 | Zakarpattia Oujhorod (D2)  | 1 - 2 | (D1) Chakhtar Donetsk     |
| 23 septembre 2000 | Polissia Jytomyr (D3)      | 0 - 1 | (D1) Metalurh Donetsk     |

## Quarts de finale
| Date            | Locaux                     | Score    | Visiteurs               |
| --------------- | -------------------------- | -------- | ----------------------- |
| 2 novembre 2000 | Metalurh Donetsk (D1)      | 0 - 2    | (D1) Metalurh Marioupol |
| 2 novembre 2000 | Spartak Soumy (en) (D2)    | 1 - 4    | (D1) CSKA Kiev          |
| 2 novembre 2000 | Dnipro Dnipropetrovsk (D1) | 1 - 0    | (D2) FK Lviv (en)       |
| 2 novembre 2000 | Kryvbass Kryvy Rih (D1)    | 1 - 5 ap | (D1) Chakhtar Donetsk   |

## Demi-finales
| Date          | Locaux                  | Score    | Visiteurs                  |
| ------------- | ----------------------- | -------- | -------------------------- |
| 11 avril 2001 | CSKA Kiev (D1)          | 3 - 1 ap | (D1) Dnipro Dnipropetrovsk |
| 11 avril 2001 | Metalurh Marioupol (D1) | 1 - 2    | (D1) Chakhtar Donetsk      |

## Finale
| ·                 |                          |      |
| Titulaires :      |                          |      |
|                   |                          |      |
| 1                 | Yuriy Virt               |      |
| 2                 | Mykhaylo Starostyak (en) |      |
| 4                 | Anatoliy Tymoshchuk      | 70e  |
| 5                 | Serhiy Popov (en)        |      |
| 6                 | Alekseï Bakharev (en)    | 67e  |
| 7                 | Julius Aghahowa          |      |
| 9                 | Hennadiy Zubov (en)      |      |
| 11                | Andriy Vorobey           | 112e |
| 13                | Assane N'Diaye (en)      |      |
| 17                | Marian Aliuță (en)       |      |
| 22                | Daniel Florea            |      |
|                   |                          |      |
| Remplaçants :     |                          |      |
| 10                | Serhiy Atelkin (en)      | 67e  |
| 25                | Andriy Konyushenko (en)  | 70e  |
| 21                | Vitali Abramov (en)      | 112e |
|                   |                          |      |
| Entraîneur :      |                          |      |
| Viktor Prokopenko |                          |      |

| ·                |                           |         |
| Titulaires :     |                           |         |
|                  |                           |         |
| 1                | Vitaliy Reva (en)         |         |
| 2                | Vitaliy Balytskyi (en)    |         |
| 3                | Oleksandr Maltsev (uk)    |         |
| 4                | Andriy Annenkov (en)      | 71e     |
| 5                | Andriy Kyrlyk (en)        |         |
| 6                | Serhiy Bilozir (en)       |         |
| 7                | Oleksandr Oleksienko (uk) |         |
| 8                | Roman Monaryov (en)       |         |
| 9                | Serhiy Zakarlyuka         | 65e     |
| 10               | Ruslan Kostyshyn (en)     |         |
| 11               | Mykola Volosyanko (en)    |         |
|                  |                           |         |
| Remplaçants :    |                           |         |
| 16               | Volodymyr Matsyhura (en)  | 65e     |
| 14               | Serhiy Tkachenko (en)     | 71e 96e |
| 16               | Roman Pakholyuk (en)      | 96e     |
|                  |                           |         |
| Entraîneur :     |                           |         |
| Mykhailo Fomenko |                           |         |

| ·                 |                          |      |
| Titulaires :      |                          |      |
|                   |                          |      |
| 1                 | Yuriy Virt               |      |
| 2                 | Mykhaylo Starostyak (en) |      |
| 4                 | Anatoliy Tymoshchuk      | 70e  |
| 5                 | Serhiy Popov (en)        |      |
| 6                 | Alekseï Bakharev (en)    | 67e  |
| 7                 | Julius Aghahowa          |      |
| 9                 | Hennadiy Zubov (en)      |      |
| 11                | Andriy Vorobey           | 112e |
| 13                | Assane N'Diaye (en)      |      |
| 17                | Marian Aliuță (en)       |      |
| 22                | Daniel Florea            |      |
|                   |                          |      |
| Remplaçants :     |                          |      |
| 10                | Serhiy Atelkin (en)      | 67e  |
| 25                | Andriy Konyushenko (en)  | 70e  |
| 21                | Vitali Abramov (en)      | 112e |
|                   |                          |      |
| Entraîneur :      |                          |      |
| Viktor Prokopenko |                          |      |

| ·                |                           |         |
| Titulaires :     |                           |         |
|                  |                           |         |
| 1                | Vitaliy Reva (en)         |         |
| 2                | Vitaliy Balytskyi (en)    |         |
| 3                | Oleksandr Maltsev (uk)    |         |
| 4                | Andriy Annenkov (en)      | 71e     |
| 5                | Andriy Kyrlyk (en)        |         |
| 6                | Serhiy Bilozir (en)       |         |
| 7                | Oleksandr Oleksienko (uk) |         |
| 8                | Roman Monaryov (en)       |         |
| 9                | Serhiy Zakarlyuka         | 65e     |
| 10               | Ruslan Kostyshyn (en)     |         |
| 11               | Mykola Volosyanko (en)    |         |
|                  |                           |         |
| Remplaçants :    |                           |         |
| 16               | Volodymyr Matsyhura (en)  | 65e     |
| 14               | Serhiy Tkachenko (en)     | 71e 96e |
| 16               | Roman Pakholyuk (en)      | 96e     |
|                  |                           |         |
| Entraîneur :     |                           |         |
| Mykhailo Fomenko |                           |         |